# 尤利烏斯·伏契克 (作曲家)

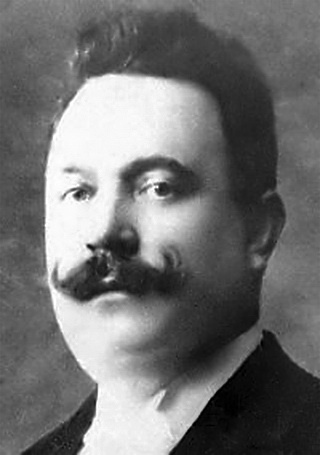
伏契克像

尤利烏斯·伏契克（捷克語：Julius Fučík；1872年7月18日—1916年9月25日）是捷克作曲家和軍樂隊指揮。他是一位多產的作曲家，創作了超過400首的進行曲、波爾卡和華爾茲。由於他的大部分作品都是為軍樂隊創作的，他有時被稱為“波希米亞的蘇沙”。
伏契克曾經跟隨過的多位音樂家學習，而最著名的老師是德伏扎克。
他所作的進行曲在捷克多被作為愛國音樂演奏及播放。他最有名的作品有兩首，分別是《佛羅倫斯人進行曲》（Florentinský pochod）及《角鬥士的進場》（Vjezd gladiátorů）；特別是後者，在馬戲表演等場合經常可以聽見。
他的侄子尤利烏斯·伏契克与其同名，是一位著名的文学评论家和捷克斯洛伐克共产党领导人。

## 外部連結
- 尤利烏斯·伏契克的免费乐谱，由国际乐谱典藏计划提供